# Pteremis fenestralis
Pteremis fenestralis – gatunek muchówki z rodziny Sphaeroceridae i podrodziny Limosininae.
Gatunek ten opisany został w 1820 roku przez Carla Fredrika Falléna jako Copromyza fenestralis.
Muchówka o ciele długości od 1,25 do 1,5 mm. Ubarwienie twarzy i odnóży ma głównie żółte. Tułów jej cechuje się nagą tarczką ze szczecinkami tylko wzdłuż tylnego brzegu. Skrzydła mają szczecinki na pierwszym sektorze żyłki kostalnej co najwyżej dwukrotnie dłuższe niż na drugim jej sektorze. U niektórych osobników skrzydła bywają zredukowane i krótsze od odwłoka. Środkowa para odnóży ma pierwszy człon stopy pozbawiony długiej szczecinki na spodzie. Tylna para odnóży ma przedwierzchołkowe szczecinki po spodniej stronie goleni.
Owad znany z Portugalii, Hiszpanii, Andory, Wielkiej Brytanii, Francji, Belgii, Holandii, Niemiec, Danii, Szwecji, Norwegii, Finlandii, Szwajcarii, Austrii, Włoch, Polski, Łotwy, Estonii, Czech, Słowacji, Węgier, Bułgarii, europejskiej części Rosji i palearktycznej Azji.